# Simple Man (chanson de Shinedown)
Cet article concerne la chanson de Shinedown. Pour la chanson de Lynyrd Skynyrd, voir Simple Man.
Pour les articles homonymes, voir Simple Man.
Singles de Shinedown
45
(2003) Burning Bright
(2004)
Simple Man est une reprise d'une chanson du même nom de Lynyrd Skynyrd et est le troisième single du groupe Shinedown sorti en 2003.

## Liste des chansons
| No | Titre      | Durée |
| -- | ---------- | ----- |
| 1. | Simple Man | 5:20  |

## Performance dans les charts
| Charts                           | Meilleur position |
| -------------------------------- | ----------------- |
| Billboard Mainstream Rock Tracks | 5                 |
| Billboard Modern Rock Tracks     | 40                |